# Vol China Northern Airlines 6136
Le 7 mai 2002, le McDonnell Douglas MD-82 assurant le vol China Northern Airlines 6136, un vol intérieur régulier de passager, opéré par la compagnie aérienne chinoise China Northern Airlines, reliant Pékin à Dalian, une ville côtière dans la province du Liaoning, en Chine, s'écrase en mer près de Dalian, peu de temps après que le pilote eut signalé « un incendie à bord », tuant les 103 passagers et 9 membres d'équipage présent à bord. La cause exacte de cette catastrophe aérienne a été déterminé par la suite comme étant un incendie d'origine criminel.

## Avion et équipage
L'appareil impliqué est un McDonnell Douglas MD-82, immatriculé B-2138 (numéro de série 49522). Il a été construit en 1991 et cumulait environ 27 000 heures de vol au moment de l'accident. Selon le haut responsable de l'Administration de l'aviation civile de Chine (CAAC), Yang Yuanyuan, cet avion venait de subir un contrôle de maintenance de routine et présentait un excellent dossier de maintenance.
Le commandant de bord sur ce vol est Wang Yongxiang (35 ans), qui totalise plus de 11 000 heures de vol à son actif. Le copilote est Chen Xiuming (29 ans), qui cumule plus de 3 300 heures de vol au moment de l'accident. Il y avait également un mécanicien navigant, Pan Mintsi, qui cumulait 4 980 heures de vol.

## Déroulement du vol
Le vol 6136 a quitté la porte d'embarquement à l'aéroport international de Pékin-Capitale à 20 h 22 et a décollé à 20 h 37, heure locale, de la piste 36R. Il devait arriver à Dalian à 21 h 40 (heure locale) 
À 21 h 20, alors que l'avion était en phase d'approche de l'aéroport international de Dalian, le commandant de bord informa les contrôleurs d’un feu dans la cabine passagers et a demandé un atterrissage d'urgence. 
À 21 h 24, le contact radio a été perdu et l’avion a disparu des écrans radars. Le MD-82 s'est écrasé dans les eaux de la baie de Bohai, avec une inclinaison en roulis de 90° et une assiette de piqué de 30°. Des témoins oculaires sur un bateau de pêche à proximité ont déclaré que l'avion avait effectué plusieurs cercles, avec du feu et de la fumée s'échappant du fuselage, avant de plonger brusquement et de s'écraser dans la mer, se brisant en deux parties.
Les services d'urgence ont été immédiatement déployés peu après l'accident. Les forces de la marine chinoise stationnées à Dalian ont déployé quatre navires sur le site du crash. Plus d'une trentaine de navires civils ont également participé à la mission de recherche et de sauvetage. Les sauveteurs ont immédiatement récupéré 60 corps et de nombreux débris sur le lieu de l'accident.
Le 8 mai, le personnel de recherche et de sauvetage chinois a détecté des signaux provenant des enregistreurs de vol. Les autorités de Dalian ont envoyé 51 plongeurs dans 17 endroits différents pour retrouver les boîtes noires de l'avion. Le 10 mai, des signaux faibles ont été détectés par les sauveteurs. Ils ont également récupéré une section de 15 m du fuselage de l’avion du fond de la mer. À 15 h 5 heure locale, le 14 mai, sept jours après la catastrophe, les deux enregistreurs de vol ont été récupérés par les chercheurs.

## Victimes
Sur les 103 passagers - 100 adultes et 3 enfants - présents à bord, 96 étaient de nationalité chinoise et trois étaient japonais ; les quatre autres venaient de France, d'Iran, de Singapour et de Corée du Sud. La plupart des passagers étaient des résidents de Dalian.
| Nationalité  | Passagers | Équipage | Total |
| ------------ | --------- | -------- | ----- |
| Chine        | 96        | 9        | 105   |
| Japon        | 3         | 0        | 3     |
| Corée du Sud | 1         | 0        | 1     |
| France       | 1         | 0        | 1     |
| Iran         | 1         | 0        | 1     |
| Singapour    | 1         | 0        | 1     |
| Total        | 103       | 9        | 112   |

## Enquête
Le gouvernement chinois a immédiatement ordonné une enquête sur les causes de cet accident. Une commission d'enquête spéciale envoyée par le gouvernement central est arrivée plus tard à Dalian. Elle était composée du vice-secrétaire général du Conseil des affaires de l'État de la république populaire de Chine Long Quan ; chefs du ministère des Communications, ainsi que de plusieurs enquêteurs membres de la CAAC, du Ministère de la Sécurité publique et du Conseil national de la sécurité des transports (NTSB) américain.
Immédiatement après le crash, un incendie en vol a été soupçonné d'être la principale cause de l'accident du vol 6136. Cela a été confirmé par l'appel d'urgence de l'équipage au contrôle aérien concernant la présence d'un incendie à bord de l'avion. Plusieurs témoins ont également appuyé cette théorie. La possibilité d'un incendie en vol est devenue plus élevée après que les sauveteurs ont récupéré un chariot à nourriture gravement brûlé sur le lieu de l'accident. Les journaux provinciaux chinois ont également déclaré qu'un court-circuit pouvait être à l'origine de l'incendie.
En réponse au crash du vol Air China 129, survenu trois semaines auparavant, et du vol 6136 de China Northern Airlines, le responsable de la CAAC, Yuanyuan, a déclaré que la réforme sur la sécurité aérienne en Chine serait retardée.
Les résultats de l'enquête sur l'accident du vol 6136 ont été publiés par l'agence Xinhua, le 8 décembre 2002 soit 7 mois après l’accident. Un passager du nom de Zhang Pilin (张丕 林) a apparemment mis le feu dans la cabine passager de l'avion avec de l'essence, provoquant l'accident. 
Quelques jours avant l'accident, ce passager avait souscrit sept assurances « avions » pour un total de 1,5 million RMB ($187 500 dollars) avant de monter à bord du vol 6136.
L'enquête sur l'épave a montré la présence d'une grande quantité d'essence près du siège de Zhang et que la plupart des passagers, y compris Zhang, sont morts par intoxication au monoxyde de carbone. Les moteurs, le plancher de la cabine et d'autres parties critiques de l'avion ne présentaient en revanche aucun signe d'incendie ou d'explosion.
Une enquête plus approfondie a montré que Zhang avait pris l'avion entre Dalian et Pékin et était revenu à Dalian sur le vol 6136 le même jour. Selon les enregistrements des caméras de sécurité, il avait passé plusieurs heures à fumer des cigarettes dans le hall d'attente de l'aéroport de Pékin. Zhang a souscrit deux polices d'assurance avant de quitter Dalian et a acheté les cinq autres une fois arrivé à Pékin. Des bouteilles d'eau remplies d'essence ont également été trouvées dans l'appartement de Zhang. L'enquête a également montré que Zhang était marié, avait un fils, dirigeait sa propre entreprise et était très endetté. 

## Controverses
Dans un article paru dans le Daily Mail, le journaliste chinois Jiang Weiping, a affirmé que la destruction du vol 6136 a été ordonnée par Bo Xilai et son épouse Gu Kailai pour faire taire Li Yanfeng, épouse de Han Xiaoguang, un hôtelier riche et allié des opposants politiques de Bo Xilai.